# Хусте, Хосе
Хосе Хусте Фернандес (исп. José Juste Fernández; 19 марта 1918, Авила — 15 января 2010, Мадрид) — испанский военный, генерал бронетанковых войск. Участник гражданской войны на стороне Франсиско Франко. Во франкистской Испании занимал посты военного атташе, секретаря министра обороны, военного губернатора. В 1980—1981 — командующий бронетанковой дивизией Brunete. Был вовлечён в попытку государственного переворота 23 февраля 1981.

## Военная служба
Потомственный военный, поступил на армейскую службу в возрасте 16 лет. В 1936 решительно поддержал мятеж Франсиско Франко, участвовал в сражениях гражданской войны. После победы франкистов окончил Пехотную академию Толедо.
Хосе Хусте командовал различными подразделениями сухопутных войск. Был военным атташе в Италии и Греции, секретарём министра обороны. Занимал пост военного губернатора Виго, Уэльвы, Астурии. В 1980 Хосе Хусте в звании дивизионного генерала был назначен командующим бронетанковой дивизией Brunete.
Политически Хосе Хусте придерживался правых антикоммунистических взглядов, но прежде всего соблюдал неукоснительную лояльность законным властям Испании. Такую позицию он сохранил и после смерти Франко, в период демократического транзита.

## Мятежник по ошибке
23 февраля 1981 группа ультраправых военных во главе с подполковником Антонио Техеро и генерал-лейтенантом Хайме Милансом дель Боском предприняла попытку государственного переворота с целью установление военной диктатуры (эта акция получила название 23-F). Ключевая роль в планах путчистов отводилась дивизии Brunete, которая дислоцировалась на территории III военного округа (Валенсия) под командованием дель Боска. Выполняя приказ командующего округом, генерал Хусте вывел танки Brunete на улицы Валенсии и приготовился к движению на Мадрид.
Хосе Хусте не был посвящён в планы заговорщиков. Он полагал, что во главе военного переворота стоит король Испании Хуан Карлос I — такое впечатление целенаправленно создавалось выступлениями дель Боска и Техеро. Особое значение имела для Хусте позиция генерала Альфонсо Армады и генерального секретаря королевского дома Сабино Фернандеса Кампо, близко знакомых ему по прежней службе.
Генерал Хусте связался по телефону с Фернандесом Кампо и спросил, верно ли, что Армада находится у короля. Фернандес Кампо ответил за Хуана Карлоса: Ni está ni se le espera — Не ждёт и не надеется. Убедившись в своей ошибке, Хусте остановил движение своей дивизии. Вскоре последовало выступление короля по телевидению с приказом защитить конституционный порядок. Глава государства потребовал от путчистов немедленно сдаться. На следующий день мятеж был окончательно подавлен без кровопролития.

## Отставка
Следствие установило, что Хосе Хусте первоначально действовал в добросовестном заблуждении, считая, будто выполняет приказания верховного главнокомандующего. После прояснения ситуации он немедленно прекратил противозаконные действия. К судебной ответственности Хусте не был привлечён, на процессе заговорщиков выступал в качестве свидетеля.
Однако у Хусте сложился имидж участника попытки переворота. Его военная карьера была остановлена. В мае 1981 Хусте был отстранён от командования Brunete и назначен испанским представителем в Объединённый испано-американский штаб (структура в основном церемониальная). 11 января 1982 Хусте уволился в запас. Король выразил ему личную благодарность за службу и поведение в 23-F.

## Память
Почти тридцать лет Хосе Хусте прожил частной жизнью в кругу семьи. Вспоминая 23-F он рассказывал, что опасался ареста или даже убийства. Итог событий для себя характеризовал кратко: «Я жив, и этого достаточно».
Скончался Хосе Хусте в возрасте 91 года. Эсперанса Хусте Бальеста, дочь Хосе Хусте, выразила надежду, что в общественном мнении восстановится справедливость в отношении её отца.